# Melica persica
Melica persica är en gräsart som beskrevs av Carl Sigismund Kunth. Melica persica ingår i släktet slokar, och familjen gräs. Inga underarter finns listade i Catalogue of Life.